# Space Hulk (відеогра, 1993)
Space Hulk — відеогра, адаптація однойменної настільної гри за вигаданим всесвітом Warhammer 40,000. Була розроблена і випущена Electronic Arts, за підтримки Games Workshop для платформ Amiga, DOS і NEC PC-98 в 1993 році.
Гра має продовження — Space Hulk: Vengeance of the Blood Angels, що вийшло 1996-го року. В 2013 році вийшла нова однойменна адаптація — Space Hulk (2013).
Дія, як і в настільному прототипі, відбувається на борту величезного покинутого космічного корабля, космічного руйновища (англ. Space Hulk). Такі кораблі представляють величезний інтерес у Імперіуму як джерело забутих технологій і знань. Однак, там завелися чудовиська генокради (англ. Genestealers), з якими гравець бореться, командуючи загоном елітних Космодесантників — Термінаторів.

## Ігровий процес
Гра складається з 51 місії, які включають винищення генокрадів, пошук об'єктів і оборону, кампанія налічує 21-у місію. У виданні на CD-ROM було додано ще 9 місій та якісніше озвучування. Між місіями демонструються анімовані заставки з брифінгами. Підконтрольні Космодесантники оснащені зброєю як дального бою (Шторм-болтер), так і ближнього (Силові кулаки). В деяких з місій гравець може налаштувати озброєння загонів, вибравши з-поміж 8-ми інших видів зброї, таких, як Силові мечі чи Важкі вогнемети. У кампанії десантники, котрі виживають наприкінці місії, збільшують свою подальшу вправність в бою і шанси на виживання.
Космодесантники починають кожну місію згруповані разом в одній або двох точках висадки, в той час як генокради постійно з'являються з кількох місць. Гравець має Екран планування, де вказує маршрут руху, віддає накази, натискаючи на відповідні іконки, і Термінаторський Оглядовий екран, з якого дивиться очима конкретного Термінатора та віддає накази йому одному. Гра імітує зони огляду, затемняючи нерозвідані області на карті і представляючи невидимих генокрадів як сигнали на радарі.
Оглядовий Екран містить п'ять моніторів: великий основний внизу і чотири менших вище. Основний монітор відображає вид з очей Термінатора під контролем гравця. Він переміщається за допомогою клавіш клавіатури або натисканням кнопок зі стрілками праворуч від основного монітора. Комп'ютерна мишка також використовується для прицілювання і стрільби, але влучність додатково прораховується за внутрішньоігровими параметрами. Вторинні монітори показують думки інших членів загону за допомогою піктограм. Гравець може взяти контроль над одним з них, тоді його зір переключається на основний монітор. Ліворуч від монітора розміщене вікно радара.
Гравець може активувати Режим охорони, при якому персонаж автоматично стрілятиме по зустрічних перешкодах і ворогах. Хоча дія розгортається в реальному часі, гравець може призупинити гру, натиснувши на кнопку «Заморозити». Тоді він може перепланувати маршрут чи віддати інші накази, але лише доти, поки не вичерпається шкала заморозки часу. В звичайному режимі вона поступово поповнюється.

## Сюжет
Події кампанії Space Hulk подаються в більшості через брифінги між місіями. Пролог розказує про орден Космодесанту Темних Янголів, які багато років тому відбили напад генокрадів на систему Толеві (англ. Tolevi system). Тоді герой Темних Янголів, капітан Літоніус, повів своїх бійців на борт корабля «Гріх Прокляття» (англ. Sin of Damnation), звідки поширювалися чудовиська, але той зник у варпі.
В першій місії гравець розслідує появу сигналу лиха в системі Толеві. Знайшовши гніздо генокрадів на планеті Ма'Каеллія (англ. Ma'Caellia), Космодесантники отримують наказ знищити його. Проте там виявляється надто багато чудовиськ і Темні Янголи відступають. Не маючи іншого виходу відвернути повернення генокрадів, вони знищують все життя на планеті вірусною бомбою.
Коли вони здійснюють це, з варпу прибуває «Гріх Прокляття», який гравець повинен дослідити. На борту Космодесантники знищують решту генокрадів і їхнього Патріарха.
Наприкінці кампанії гравець керує одним Термінатором, який розшукує генетичне сім'я капітана Літоніуса. В фінальному ролику Темні Янголи святкують перемогу.